# 北河 (北达科他州)
北河（英語：North River），是美国北达科他州下属的一座城市。根据2010年美国人口普查，该市有人口56人。